# ليتون (أستراليا)
ليتون هي بلدة، في أستراليا، تقع في نيوساوث ويلز، هي عاصمة Leeton Shire ‏، بلغ عدد سكانها 8,623  نسمة وذلك حسب إحصائيات سنة 2016، رمزها البريدي هو 2705.

## المناخ
يظهر الجدول التالي التغييرات المناخية على مدار السنة لليتون:
| البيانات المناخية لـليتون         | البيانات المناخية لـليتون | البيانات المناخية لـليتون | البيانات المناخية لـليتون | البيانات المناخية لـليتون | البيانات المناخية لـليتون | البيانات المناخية لـليتون | البيانات المناخية لـليتون | البيانات المناخية لـليتون | البيانات المناخية لـليتون | البيانات المناخية لـليتون | البيانات المناخية لـليتون | البيانات المناخية لـليتون | البيانات المناخية لـليتون |
| الشهر                             | يناير                     | فبراير                    | مارس                      | أبريل                     | مايو                      | يونيو                     | يوليو                     | أغسطس                     | سبتمبر                    | أكتوبر                    | نوفمبر                    | ديسمبر                    | المعدل السنوي             |
| --------------------------------- | ------------------------- | ------------------------- | ------------------------- | ------------------------- | ------------------------- | ------------------------- | ------------------------- | ------------------------- | ------------------------- | ------------------------- | ------------------------- | ------------------------- | ------------------------- |
| الدرجة القصوى °م (°ف)             | 44.3 (111.7)              | 43.9 (111.0)              | 38.3 (100.9)              | 32.4 (90.3)               | 27.2 (81.0)               | 28.3 (82.9)               | 25.2 (77.4)               | 25.0 (77.0)               | 33.5 (92.3)               | 36.0 (96.8)               | 41.4 (106.5)              | 42.2 (108.0)              | 44.3 (111.7)              |
| متوسط درجة الحرارة الكبرى °م (°ف) | 31.9 (89.4)               | 31.2 (88.2)               | 28.2 (82.8)               | 22.9 (73.2)               | 18.1 (64.6)               | 14.7 (58.5)               | 13.9 (57.0)               | 15.8 (60.4)               | 19.3 (66.7)               | 23.0 (73.4)               | 27.0 (80.6)               | 30.2 (86.4)               | 23.0 (73.4)               |
| متوسط درجة الحرارة الصغرى °م (°ف) | 17.2 (63.0)               | 17.2 (63.0)               | 14.6 (58.3)               | 10.4 (50.7)               | 7.0 (44.6)                | 4.6 (40.3)                | 3.7 (38.7)                | 4.6 (40.3)                | 6.6 (43.9)                | 9.7 (49.5)                | 12.7 (54.9)               | 15.6 (60.1)               | 10.3 (50.5)               |
| أدنى درجة حرارة °م (°ف)           | 8.4 (47.1)                | 7.8 (46.0)                | 3.9 (39.0)                | 1.7 (35.1)                | −1.2 (29.8)               | −3.9 (25.0)               | −3.9 (25.0)               | −3.2 (26.2)               | −2.7 (27.1)               | 0.6 (33.1)                | 4.0 (39.2)                | 6.1 (43.0)                | −3.9 (25.0)               |
| الهطول مم (إنش)                   | 32.4 (1.28)               | 30.6 (1.20)               | 33.1 (1.30)               | 35.0 (1.38)               | 39.2 (1.54)               | 39.8 (1.57)               | 37.1 (1.46)               | 40.9 (1.61)               | 37.4 (1.47)               | 44.7 (1.76)               | 30.8 (1.21)               | 31.2 (1.23)               | 432.3 (17.02)             |
| متوسط الأيام الممطرة              | 4.0                       | 3.7                       | 4.0                       | 5.1                       | 7.2                       | 8.6                       | 9.6                       | 9.6                       | 7.7                       | 7.3                       | 5.0                       | 4.7                       | 76.5                      |
| المصدر:                           |                           |                           |                           |                           |                           |                           |                           |                           |                           |                           |                           |                           |                           |

## أعلام
- مارك تايلور
- جون فولكنير
- جيف روبسون
- ماثيو دان
- بروس ديفيدسون